# Josse de Menin
Josse de Menin oder Joost van Menen (* in Menen; † um 1600) war ein niederländischer Staatsmann.
Josse de Menin ließ sich in Italien zum Juristen ausbilden, schloss sich in Frankreich den Calvinisten an und ging 1572 nach Holland. Er führte dort erfolgreich den Auftrag durch, Wilhelm von Oranien, der sich mit seinem Heer in Belgien befand, eine Einladung der niederländischen Staaten zu überbringen. Danach erhielt er eine Stelle als Fiskal und 1575 eine Professur der Rechte an der Universität Leiden. 1587 wurde er als Mitglied des Hofs von Holland und Pensionär von Dordrecht mit einer Gesandtschaft im Zusammenhang mit den Wirren um Robert Dudley, 1. Earl of Leicester nach England geschickt, um die Vereinigten Niederlande bei der englischen Königin Elisabeth I. zu verteidigen und ihren Beistand anzurufen, wobei er sich durch großes diplomatisches Geschick auszeichnete. Später geriet Josse de Menin als Gesandter in Dänemark in einen Hochverratsprozess, wurde zwar freigesprochen, verlor aber seine Stelle. Man ernannte ihn als Entschädigung zum Historiographen von Holland, er starb aber wahrscheinlich um 1600, bevor ein von ihm verfasstes Geschichtswerk gedruckt werden konnte.